# Вуд Дејл (Илиноис)
Вуд Дејл (енгл. Wood Dale) град је у америчкој савезној држави Илиноис. По попису становништва из 2010. у њему је живело 13.770 становника.

## Демографија
Према попису становништва из 2010. у граду је живело 13.770 становника, што је 235 (1,7%) становника више него 2000. године.
| Група             | 2000.          | 2010.         |
| Белци             | 11.048 (81,6%) | 9.918 (72,0%) |
| Афроамериканци    | 78 (0,6%)      | 168 (1,2%)    |
| Азијати           | 439 (3,2%)     | 721 (5,2%)    |
| Хиспаноамериканци | 1.768 (13,1%)  | 2.796 (20,3%) |
| Укупно            | 13.535         | 13.770        |